# Station Grand Canal Dock
Station Grand Canal Dock is een treinstation in Dublin. Het station is gebouwd boven straatniveau en werd geopend in 2001. Het wordt bediend door de forenzentrein van  DART. 
Het station heeft een kwartierdienst richting het zuiden naar Dún Laoghaire en een kwartierdienst naar het noorden waarbij de treinen om en om Malahide of Howth als eindbestemming hebben.